# Nana von Hugo
Nana von Hugo, geborene Maria-Renate Renner (* 24. April 1936 in München; †  30. April 2001 in Berlin) war eine deutsche Designerin und Innenarchitektin.

## Leben
Nana von Hugo war die Tochter des Journalisten Renatus Renner und der Charlotte Seifert. 1961 heiratete sie in Berlin den Journalisten Karl-Edzard von Hugo (* 12. Oktober 1930 in Berlin), Sohn des Verlegers Hans-Werner von Hugo (1901–1945) und der Wanda Gräfin von Polier (1910–1995). Die Ehe wurde 1990 kinderlos geschieden, danach war sie in zweiter Ehe mit dem Berliner Künstler Jakob Mattner verheiratet.
Sie studierte Textildesign an der Hochschule der Künste Berlin, arbeitete zunächst als Designerin und seit 1974 schließlich als Architektin und Innenausstatterin. In Frankfurt am Main betrieb sie zudem eine Antiquitätenhandlung, die auf englische Antiquitäten aus der Zeit um 1800 spezialisiert war. Im Alter von 65 Jahren erlag sie einem langwierigen Krebsleiden, arbeitete jedoch noch bis zum Tage vor ihrem Tod.

## Werk
Als autodidaktische Architektin war Nana von Hugo u. a. für Bundesbankpräsident Karl Otto Pöhl, Bankier Friedrich von Metzler, Bundesinnenminister Otto Schily und die American Academy in Berlin tätig, überwiegend jedoch mit dem Ausbau von Privathäusern beschäftigt, die sie bis ins kleinste Möblierungs- und Ausstattungsdetail plante. Ein konstant wiederkehrendes Merkmal in ihrem Werk war der unkonventionelle Einsatz von Neonlicht, das sie teils als skulptural geformte Objekte, wie im Frankfurter Restaurant PX, entwarf. Auf eigentümlich elegante Weise verband sie moderne Architektur mit Reminiszenzen des Klassizismus.
1992 erhielt sie den Deutschen Filmpreis für die Ausstattung des Films Buster's Bedroom von Rebecca Horn nach dem Drehbuch von Martin Mosebach mit Donald Sutherland, Geraldine Chaplin und Martin Wuttke.